# Flik 63J
A Fliegerkompanie 63J vagy Jagdflieger-Kompanie 63 (rövidítve Flik 63J, magyarul 63. vadászrepülő-század) az osztrák-magyar légierő egyik repülőszázada volt.

## Története
A századot az ausztriai Straßhofban állították fel és 1917. december 1-én az olasz frontra, a Giai és Portogruaro közötti tábori repülőtérre vezényelték. 1918 nyarán az Isonzó-hadsereg kötelékében vett részt a sikertelen Piave-offenzívában. Bázisa ekkor Motta di Livenzában volt, majd a front mozgásával Portobuffolébe, majd Istragóba költözött át.
A háború után a teljes osztrák légierővel együtt felszámolták.

## Századparancsnokok
- Rupert Terk főhadnagy
- Fritz Huber főhadnagy

## Századjelzés

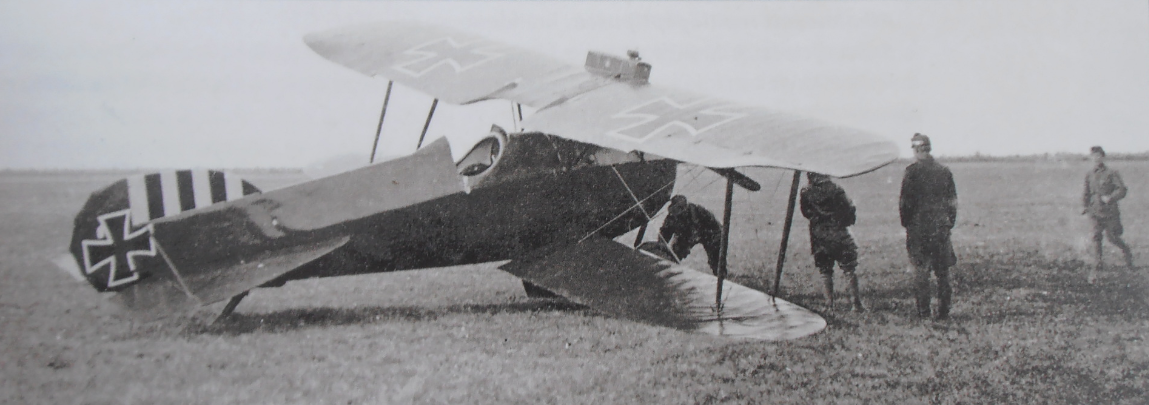
Albatros D.III vadászrepülő a Flik 63J jelzésével

Az Isonzó-hadseregben elrendelték a repülőszázadok megkülönböztető jelzéseinek használatát: ennek alapján a Flik 63J repülőgépeinek keréktárcsáját vagy egyöntetűen fehérre, vagy tíz részre osztva fekete-fehér kockásra festették. A függőleges vezérsíkra zöld-fehér függőleges csíkozás került. 

## Repülőgépek
- Albatros D.III
- Aviatik D.I